# Rueda (DO)
Pour les articles homonymes, voir Rueda.
Rueda est un vin espagnol.

## Vignoble

### Présentation
C'est un vin DO (AOC) Rueda, obtenu à partir de cépages Verdejo à 85 % minimum, Palomino, Viura et Sauvignon blanc. Ce vin est vinifié en vin blanc sec.
Les meilleures communes de production sont : Rueda, La Seca et Serrada.
Le cépage Verdejo possède une peau épaisse, résistante et riche en arômes. La macération pelliculaire est la plus souvent utilisée afin d'optimiser la qualité aromatique de ce cépage. Riche en glycérine, il se montre ample et s'achemine sur une finale fraîche à souhait.